# Mesna industrija Belje
Mesna industrija Belje, poznata i pod nazivom Mesokombinat Belje, bila je sastavni dio PIK-a Belje, danas Belje plus.

### Povijesni razvoj
Početci mesne industrije Belje datiraju iz vremenskog perioda od 1905. do 1912. godine kad se grade brojni privremeni objekti na Belju kojima se povezuju proizvodne linije i ostvaruju osnova za formiranje modernog i suvremenog dobra.
U sastavu dobra Belje pod poljoprivrednim odjeljenjem podignuta je 1911. godine Centralna mljekara s klaonicom i tvornicom salama. Klaonica je izgrađena za klanje stoke i preradu mesa. Istodobno uz klaonicu i mljekaru izgrađena je i tvornica leda radi zadovljenja potreba hlađenja u objektima klaonice i mljekare. Godišnje se klalo oko 500 komada goveda, 200 komada teladi, 1000 komada svinja i veše tisuća ovaca. Stoka je bila iz dobra Belje, a proizvodima su se podmirivale potrebe stanovništva dobra Belje, djelom prodavao i opskrbljivala opća bolnica u Beogradu.
Tada su proizvodi uglavnom bili: meso, mast, slame, slanina i sapun.
Tokom narednih godina asortiman proizvodnje se proširivaodo te mjere da prvobitno izgrađeni i dograđeni prostori nisu bili više funkcionalno i tehnološki povezani. Strojevi su zastarili, a proizvodnja je zahtjevala puno fizičkog rada. Posljedica navedenog je bio smanjen obujam klanja i proizvodnje. Stoga se 1957. godine pristupilo izgradnji "Mesokombinata Belje".
Lokacija za "Mesokombinat" je bila pažljivo odabrana."Mesokobinat" su smjestili na lokaciji u neposrednoj blizinu Meca (sadašnja Općina Darda) i glavnih cestovnih i željezničkih prometnica za Osijek i Beli Manastir. Pogon se sastojao od klaonice za svinje i goveda t od klaonice za perad, skromnih preradbenih linija i hladnjače kapaciteta cca. 1500 tona. Kapacitet klanja je u jednoj smjeni dnevno bio 500 komada svinja, 140 komada goveda. Osnovna namjena proizvodnje je bila za izvoz bekon proizvoda (svinjske polovice i posebno obrađeno meso), svježeg mesa i konzervi. Dnevni kapacitet proizvodnje bio je 15,3 t bekon proizvoda, 1,8 t polutrajnih kobasica, 2,3 t suhog mesa, 2,8 t konzervi i 7,6 t masti. 
1969. godine, zbog poteškoća izazvanih velikih potreba bekon proizvoda, odjel prerade je rekonstruiran i izgrađena je nova hladnjača kapaciteta 2500 tona. Ovom rekonstrukcijom prošireni su i modernizirani preradbeni kapaciteti. Međutim i dalje su ostali neujednačeni i nedovoljno povezani kapaciteti klanja i prerade. Kapacitet klanja je ostao nepromjenjen dok je preradben kapacitet bitnije poveća. Kapaciteti prerade su tada iznosili 6 t polutrajne kobaice, 0,3 t trajne kobasice, 4 t suhog mesa i slanine, 1,5 t polukonzerve i 12 t gotovih jela i sitne konzerve, što je bilo 3,5 puta veći kapacitet.
1979. godie dolazi do nove rekonstrukcije mesne industrije s ciljem povećanja količine proizvodnje, poboljšanja kvalitete, radikalne izmjene strukture i plasmana, bolje tehnološke povezanosti, potpunijeg korištenja nusproizvoda klanja i povećanja plasmana na strana tržišta. Ta je rekonstrukcija trebala osigurati registraciju objekta za izvoz na svijetsko tržište. U sklopu ove rekonstrukcije  također se rekonstruirao pogon klaonice u Belom Manastiru i preuređenje klaonice u Gajiću za konfekcioniranje mesa divljači namjenjenog izvozu.
Rekonstrukcija se trebala odviti u dvije faze, ali je zbog ograničenih financiskih sredstava obavljena samo prva faza. koja je završena 1982
1984. donesena je odluka o rekonstrukciji linije za klanje goveda koja je 1985. godine i realizirana.
Godina i datum zatvaranje tvornice u Mecama nije poznat Danas samo radi pogon u Belom Manastiru za proizvodnju Baranjskog kulena i kobasica.